# Верблюд (затока)
Верблюд — затока на правому березі Дніпра, в північно-східній частині Оболонського району, також відома під назвою Лукове озеро.
Назву Верблюд водойма отримала через характері вигини його північних берегів, які нагадують розташовані поруч два горби різних розмірів. Відстань від заходу затоки до її гирла на сході — приблизно 3 км.
На півдні затока обмежена луками, на півночі — гаями і урочищами, на заході — вулицею Богатирською, а сході — Дніпром.
На берегах затоки розташовані — човнова станція, риболовно-спортивна, кінно-спортивна і навчально-весельна бази, сучасні котеджні містечка, а також інші об'єкти.
Затока має штучне походження — утворилося на місці колишнього кар'єру, з якого добували пісок при будівництві оболонського житлового масиву. Пізніше було вирішено розширити і поглибити затоку і збудувати тут гребний канал і кілька водних станцій.